# Sable Batié
Le Sable Batié est un club camerounais de football fondé en 1995 et basé à Batié.

## Palmarès
- Championnat du Cameroun
  - Champion : 1999

- Coupe du Cameroun
  - Finaliste : 2002, 2003

- Supercoupe du Cameroun
  - Vainqueur : 1999